# Giáo hoàng Sergiô I
Sergiô I (Tiếng Latinh: Sergius I) là vị giáo hoàng thứ 84 của Giáo hội Công giáo. Ông đã được giáo hội suy tôn là thánh sau khi qua đời. Theo niên giám tòa thánh năm 1806 thì ông đắc cử Giáo hoàng vào năm 687 và ở ngôi Giáo hoàng trong 13 năm 8 tháng và 24 ngày. Niên giám tòa thánh năm 2003 xác định triều đại của ông bắt đầu từ ngày 15 tháng 12 năm 687 và kết thúc vào ngày 8 tháng 9 năm 701.
Sergius sinh tại Antioch, Syria. Ông xuất thân từ một gia đình Syria gốc Antiôkia, sau đó đến định cư tại Palermô trong xứ Sicilia. Ông được tuyển chọn sau hai Giáo hoàng giả là Theodoreus,...687, và Pascal, 687. Yếu tố gia đình đã giúp ông chiến thắng hai đối thủ. Ông đã cương quyết loại trừ phái lạc giáo nổi dậy ở Rôma và chặn đứng được cuộc ly giáo của Aquileia. Ông đưa vào phụng vụ Kinh Lạy Chiên Thiên Chúa.
Sergius gặp phải xung đột căng thẳng với Hoàng Đế Justinian II mới, hoàng đế này cho triệu tập một công đồng nhưng không mời Giáo hoàng và ông đệ trình lên Giáo hoàng để xin phê chuẩn các kết luận. Dĩ nhiên, Đức Sergius I từ chối ký và vì thế Justinian đã ra lệnh bắt ông. Sự kiện này dẫn đến cuộc nổi dậy của dân chúng và hoàng đế Justinian bị lưu đày.
Năm 691, công đồng "Vòm" (Coupole) còn gọi là công đồng Năm-Sáu (Quinisexite), vì phụ trách bổ sung thêm các khoản về kỷ luật vào các nghị quyết của hai công đồng V và VI, càng làm Constantinôpôli tách xa Rôma thêm. Công đồng này khẳng định: toà Constantinôpôli "cũng có các quyền" như Rôma, điều này lại mở lại cuộc bàn cãi về Khoản 28 Công Đồng Chalcêđôni. Bằng cách liệt kê các tập tục của Giáo hội Byzancia, công đồng đã đụng chạm tới các tập tục Rôma, như:
Công đồng cho phép các giáo sĩ có gia đình trước khi chịu chức, được sống đời đôi bạn, trừ trường hợp Giám mục, trong khi Tây Phương buộc các giáo sĩ ấy phải xa người phối ngẫu của mình. Cấm ăn chay ngày thứ bảy, trong khi theo phụng vụ Latinh ngày này không có đặc ân nào cả.
Tóm lại, đây là lần đầu tiên, công đồng nới rộng việc bàn cãi với Rôma, về mặt kỷ luật. Đức Giáo hoàng Sergius I từ chối chuẩn y các nghị quyết của công đồng. Ngày 10 tháng 4 năm 689, ông rửa tội cho vua anglosaxon Caedwalla de Wessex. Ông này đã chết mười ngày sau đó.